# 國弘昌之
國弘 昌之（くにひろ まさゆき）は、日本のアニメーター。ufotable所属。作品によっては国弘昌之、国広昌之とクレジットされることもある。

## 人物
2000年より動画マンとしてアニメ業界で活動を開始。2005年放送の『フタコイ オルタナティブ』のFILM-12「光ある場所へ」よりufotableに原画マンとして参加。OVA作品『トリコ JSAT2009版』にて初のキャラクターデザインを務める。
ufotableを代表するアクションアニメーターの一人であり、社内では小船井充、木村豪と並び「ufotable動かし屋トップメンバー」といわれている。2017年放送の『活撃 刀剣乱舞』では実際に居合や抜刀術などの剣術指導を受けたうえでアクション原画の要となる剣戟アニメーターの役職を小船井、木村と共同で務めた。
超人的な動きのアクションシーンを得意としており、ufotable元請作品におけるアクションシーンの勝負カットを任されることが多い。『劇場版 空の境界』では、当時、若手でありながら同社所属のアクション演出家である三浦貴博から「アクションの原画は國弘に任せれば上りが良くなる」と言われており、『劇場版 空の境界 第五章 矛盾螺旋』では全体の10分の1にあたる約100カットの原画を担当した他、各章にて動きの多いカットの原画を担当した。三浦が監督を務めた『Fate/stay night [Unlimited Blade Works]』では國弘が原画を担当することを想定した上で絵コンテが描かれ、物語序盤の目玉であるアーチャー対ランサー戦や最終決戦である士郎対ギルガメッシュ戦の原画を担当している。
担当するカットの原画を描く際は、日本のアニメーターが主流としているカットの最初と最後の原画を描いたうえで原画同士を繋ぐように間に挟まるカットを描いていく手法ではなく、カットの頭からアニメーターの思いつくままに順番に動きを描き進めていく『送り描き』という手法で原画を手掛けている。小船井は國弘のアクションカットについて「タイミングが独特」と評しており、「キャラクターの動きのスピードが物凄く速いけど、動きは分かる絶妙な速さである」としている。

## 作品リスト

### テレビアニメ
2000年
- ファーブル先生は名探偵 - 動画

2001年
- キョロちゃん - 動画
- PROJECT ARMS（2001年 - 2002年） - 動画

2002年
- ゴーゴー五つ子ら・ん・ど - 動画
- ふぉうちゅんドッグす - 動画
-  X -エックス- - 動画

2004年
- RAGNAROK THE ANIMATION - レイアウト（2話）
- かいけつゾロリ - 原画（19話、25話）、動画（8話、13話）

2005年
- NARUTO -ナルト- - 原画（126話、132話）
- フタコイ オルタナティブ - 原画（1話、5話、10話、12話）
- 苺ましまろ - 原画（9話）
- ガン×ソード - 原画（6話）
- ゾイドジェネシス - 原画（28話）
- 交響詩篇エウレカセブン - 原画（22話、28話）
- あかほり外道アワーらぶげ - 原画（3話、13話）
- 舞-乙HiME（-2006年） - 原画（10話、20話）

2006年
- コヨーテラグタイムショー - 原画（1話、2話、3話、4話、5話、6話、 10話、11話、12話）
- 砂沙美☆魔法少女クラブ シーズン1 - 原画（5話）

2007年
- がくえんゆーとぴあ まなびストレート! - 原画（OP、1話、2話、4話、　7話、8話、10話、11話、12話）

2011年
- Fate/Zero（-2012年） - 特技監督（14話、15話、23話）、原画（1期OP、2期OP、1話、4話、5話、10話、13話、14話、15話、21話、23話、25話）

2014年
- Fate/stay night [Unlimited Blade Works]（2014年 - 2015年） - 原画（第1期OP、第2期OP、0話、5話、10話、12話、15話、17話、20話、24話）

2015年
- GOD EATER - 原画（OP、1話、3話、5話、7話、9話、10話、13話）、第2原画（4話）

2016年
- テイルズ オブ ゼスティリア ザ クロス（2016年 - 2017年） -原画（0話、3話、6話、8話、9話、11話、15話、16話、19話）、第二原画（12話、20話）

2017年
- 活撃 刀剣乱舞 - 剣戟アニメーター（小船井充・木村豪と共同）、原画（OP、1話、2話、4話、5話、7話、12話、13話）
-  Fate/Grand Order×氷室の天地 ～7人の最強偉人篇～ - 原画

2018年
- アイドリッシュセブン - 原画（7話）

2019年
- 鬼滅の刃 -原画（OP、2話、3話、4話、6話、7話、14話、19話、25話）

2021年
- 鬼滅の刃 無限列車編 - 原画（OP1、ED1）
- 鬼滅の刃 遊郭編（2021年 - 2022年）  - 原画（1話、6話、8話、10話）

2023年
- 鬼滅の刃 刀鍛冶の里編（2023年） - 原画

### 劇場アニメ
2007年
- 劇場版 空の境界（2007年 - 2009年） - 原画（全7章）

2013年
- 劇場版 空の境界 未来福音 - 原画
- 魔女っこ姉妹のヨヨとネネ - 原画

2017年
- 劇場版 Fate/stay night [Heaven's Feel] Ⅰ.presage flower - 原画

2019年
- 劇場版 Fate/stay night [Heaven's Feel] Ⅱ.lost butterfly - 原画

2020年
- 劇場版 Fate/stay night [Heaven's Feel] Ⅲ.spring song - 原画
- 劇場版 鬼滅の刃 無限列車編 - 原画

### OVA
- 天保異聞 妖奇士 奇士神曲（2007年） - 原画（2話）
- トリコ JSAT2009版（2009年） - キャラクターデザイン、作画監督、原画
- アニメ店長×東方Project（2010年） -  キャラクターデザイン（アニメ店長パート）
- ギョ（2011年） - 原画

### Webアニメ
- 衛宮さんちの今日のごはん（2018年） - 原画（OP、7話）

### ゲーム
2011年
- テイルズ オブ エクシリア - 原画

2012年
- テイルズ オブ エクシリア2 - 原画
- Fate/stay night [Realta Nua] - 原画

2014年
- Fate/hollow ataraxia - 原画

2015年
- テイルズ オブ ゼスティリア - 原画

2016年
- テイルズ オブ ベルセリア – 原画

2019年
- CODE VEIN - 原画

2021年
- テイルズ オブ アライズ - 原画